# Ignatz Hardt
Ignatz Hardt (* 31. August 1783; † 10. September 1843) war ein bayerischer Bürgermeister.

## Werdegang
Hardt war von Beruf Bortenmacher. Von 1831 bis 1836 war er Bürgermeister des oberbayerischen Marktes Bruck.